# Fengjing
Cette page contient des caractères spéciaux ou non latins. S’ils s’affichent mal (▯, ?, etc.), consultez la page d’aide Unicode.

Situation dans le district de Jinshan à Shanghai.

Fengjing (chinois : 枫泾镇 ; pinyin : fēngjīng zhèn ; litt. « village de Fengjing ») est une ville localisée dans le district de Jinshan, Shanghai, en Chine. Ancienne ville d'eau, il s'agit également d'une ville possédant une zone industrielle. C'est un centre pour la peinture paysanne Jinshan.
Fengjing possède une superficie de 91,7 kilomètres carrés et recensait une population de 63 400 en 2008. Il se trouve à côté de l'autoroute G60 Shanghai-Kunming et de l'autoroute nationale chinoise 320. Les gares incluent les stations de Fengjing, Shanghai-Kunming, et la gare Nord-Jinshan sur le chemin de fer Shanghai-Hangzhou, qui a ouvert en 2010.

## Ville ancienne

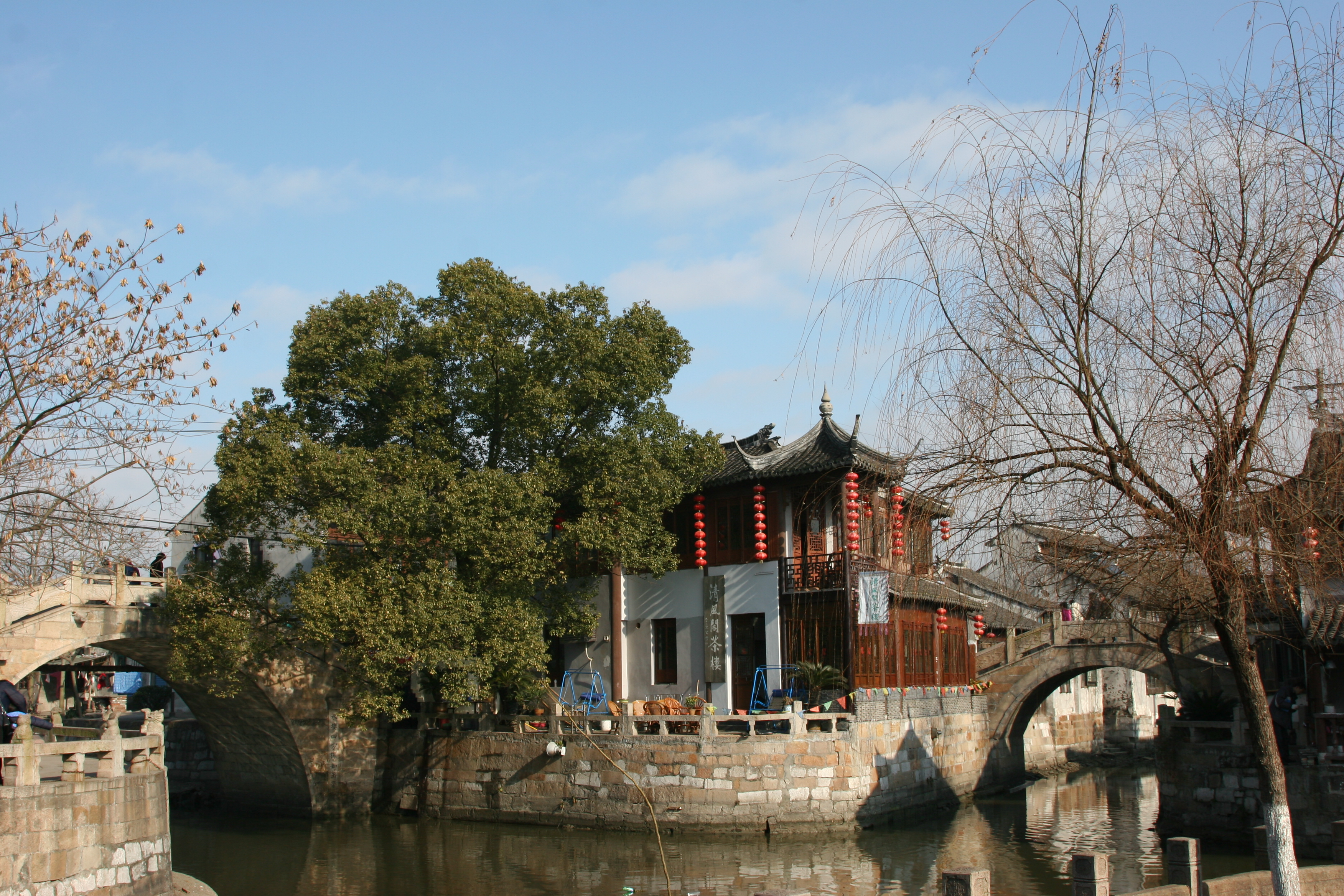
Les trois ponts situés à Fengjing.

La ville ancienne de Fengjing est une ville d'eau, ville dans laquelle le canal remonte à l'époque de la dynastie Yuan. Il est connu pour ses ponts en pierre antiques, y compris les célèbres Trois Ponts. La ville a vu naître des artistes tels que le peintre Cheng Shifa (程十发) et le dessinateur de caricatures Ding Cong (zh) (丁聪). C'est également la ville où résidait le caricaturiste, créateur de Sanmao, Zhang Leping.
Le premier ministre Lu Zhi (陆贽, lù zhì) de la dynastie Tang a également vécu dans ce bourg.

## Ville nouvelle
La ville nouvelle de Fengjing est un projet tiré de la planification en république populaire de Chine de 2001 à 2005.